# Lutra fatimazohrae
Lutra fatimazohrae — вимерлий вид видр (Lutra). Знайдений лише в Ахль-аль-Углам - загальне (пліоцен Марокко).